# Lene Lovich
Lene Lovich, nome d'arte di Lili-Marlene Premilovich (Detroit, 30 marzo 1949), è una cantante statunitense, famosa tra la fine degli anni settanta e l'inizio degli anni ottanta.

## Biografia
Nacque da padre serbo e madre inglese nella "capitale dell'automobile". Il genitore portò l'intera famiglia a vivere in Russia, ma iniziò presto a dare segni di squilibrio mentale. Quando Lene aveva 13 anni - nel 1962 - sua madre divorziò e portò i suoi quattro figli a Kingston upon Hull, in Inghilterra. In quella cittadina, Lene fece un incontro fondamentale per la sua carriera e la sua esistenza, quello con il cantante soul, chitarrista e compositore Les Chappell. Dopo essere fuggita di casa per seguirlo, nell'autunno del 1968 la coppia studiò scultura e arti figurative all'Art School di Londra. Lene per mantenersi gli studi frequentò gli ambienti "underground" della capitale britannica, presentandosi già con acconciatura e abbigliamento alquanto eccentrici con i quali diverrà poi famosa.
Fino al 1974, appare nei cabaret e in locali notturni come "danzatrice orientale", viaggia per la Spagna dove ha modo di conoscere il grande artista Salvador Dalí, suona rock acustico, canta nei cori dello show teatrale "Quintessence" alla Royal Albert Hall, impersona un soldato nel celebre spettacolo "Arthur Brown Show", lavora come danzatrice turnista nel tour "Radio One Roadshow" promosso da una celebre radio privata, gira l'Italia con una soul band denominata "West Indian Soul Band" e suona il sax dapprima nel gruppo quasi amatoriale "Bob Flags Baloon and Banana Band" e soprattutto nel trio tutto femminile "The Sensations".
Arrivata in Francia, a tempo perso lavora persino come "urlatrice" in diversi film francesi dell'orrore, scrive i testi inglesi per la star della Disco Music Cerrone e interpreta numerose piéce del teatro d'avanguardia. Mentre si trova al Lancaster Arts Festival viene scelta insieme ad altri per realizzare il coro nel singolo "My Ding-A-Ling" di Chuck Berry; pubblicato per la Chess Records, è la prima apparizione discografica di Lene. Il disco arrivò al primo posto delle classifiche inglesi e americane.
Nel 1975 Lene inizia ad avere le sue prime serie esperienze musicali insieme al gruppo soul-funk "The Diversions", insieme al quale registra cinque singoli per la Polydor Records e incide un album che non sarà mai pubblicato. Il 1978 è l'anno della svolta nella sua carriera: viene notata dal disc jockey e compositore Charlie Gillett che la presenta al capo della Stiff Records, Dave Robinson, che le propone di firmare un contratto. Il suo primo singolo inciso per la Stiff è I Think We're Alone Now, cover di un brano originariamente portato al successo dal gruppo Tommy James and the Shondells.
Sempre nel 1978, a Parigi, incise per il produttore Michel Elmosino, "Jungle D.J." subito inserito nell'album a 33 giri "Jungle D.J. & Dirty Kate" sotto l'etichetta fantasiosa "Kikrokos". Fu un discreto successo.
Dopo aver partecipato, durante l'estate del 1978, al "Be Stiff Route 78 Tour" (che è anche il suo primo tour americano) con altri artisti della scuderia (Rachel Sweet, Eric Wreckless, Mickey Jupp e Jona Lewie) Lene nell'autunno 1978 pubblicò il suo primo album, Stateless che rimase indubbiamente quello più riuscito, trainato dalla celebre Lucky number e Say when pubblicati anche come singoli, nei primi posti delle chart britanniche (al 10º posto), australiane (2º posto) e neozelandesi. In questo album e nei seguenti, la segue una propria backing band assai stabile, che la asseconda alla perfezione con una sonorità oscillante tra la forza selvaggia del punk, sperimentalismi elettronici alla Kraftwerk e una vena pop eccentrica e stralunata, unita ai suoi particolari vocalismi che ricordano molto da vicino Kate Bush e a un aspetto indubbiamente trasgressivo con abiti vistosi, di foggia variegata e trucco accentuato, che in seguito riprenderà in parte (e con maggiore successo) Cyndi Lauper.
Nel 1979 si stabilisce nei Paesi Bassi e recita nel ruolo da protagonista nel film Cha Cha diretto da Herbert Curiel insieme alla cantante punk tedesca Nina Hagen. La pellicola rappresenta un vero scossone nella scena "underground" di Amsterdam. Con la Hagen incide la colonna sonora e stabilisce un intenso rapporto professionale: l'artista tedesca omaggerà la Lovich incidendo una versione tedesca di Lucky number (Wir Leben immer noch) nel suo album Unbehagen, e più avanti, nel 1986, cantano insieme un brano contro il maltrattamento di animali, Don't Kill the Animals, apparso su varie raccolte.
Alla fine del 1979 esce il secondo album, Flex, di fattura più commerciale rispetto all'esordio, che vola in alto nelle classifiche britanniche, trascinato dai singoli Bird song e Angels e convince l'artista a imbarcarsi in un estenuante tour europeo e statunitense, che la impegna per tutta la stagione. Nel 1981 realizza un doppio EP con un altro successo, What Will I Do Without You (scritto con Chris Judge Smith, ex componente dei Van Der Graaf Generator) e quattro brani eseguiti dal vivo al Lyceum nel febbraio del 1980.
Nel 1980 incide il brano Picnic Boy dei Residents come vocalist non accreditata, comparirà nel fortunato album Commercial Album. Alla fine del 1981 realizza un altro fortunato singolo, New Toy, scritto in collaborazione col celebre Thomas Dolby, che la fa conoscere anche in Italia, dove entra nelle posizioni basse delle classifiche (alla 24º), e sbanca le classifiche statunitensi, giungendo fino al 3º posto. La canzone, fra l'altro, è utilizzata come sigla finale del cartone animato "Quella magnifica dozzina", prima versione della fortunata serie Mimì e la nazionale di pallavolo.
No Man's Land (1982) è l'ultimo album che la Lovich realizza per la Stiff Records, con un suono più annacquato rispetto ai due memorabili lavori precedenti, nonostante una speciale partecipazione di Nina Hagen nel brano It's you, only you (Mein Schmerz) e un altro buon successo, Blue Hotel con il quale partecipa al Festival di Sanremo del 1982. Sebbene formalmente in gara la cantante è considerata quale un importantissimo ospite d'onore della manifestazione. Dovranno passare otto anni fino all'incisione di March (1989) scritto e prodotto negli Stati Uniti insieme a Les Chappell - diventato nel frattempo suo marito - dalla visione più tranquilla e raffinata. Diventata artista di culto, in seguito la Lovich farà parlare di sé nel 1991 per la collaborazione con gli Erasure (Rage), e nel 1999, quando il celebre duo beat dance elettronico di Manchester The Chemical Brothers la inviterà come guest-star nel brano Shape Shifter.
Dopo molti anni di silenzio, il 13 settembre 2005 esce un quinto album per l'etichetta indipendente "Stereo Society", Shadows and Dust, oltre a collaborare come backing vocalist con gli Hawkwind nell'album Take Me to Your Leader, oltre ad apparire anche in tournée insieme al gruppo. Nel settembre 2006 la Lovich partecipa alla realizzazione di un album tributo a Giuni Russo, Unusual, insieme a Franco Battiato, Caparezza, i MegaHertz e diversi altri artisti, in cui reinterpreta il brano "Moro perché non moro".
Nel 2012 torna sulle scene live con una nuova band con la quale fa da headliner al Drop Dead Festival a Berlino, proseguendo poi nel 2013 con un tour in UK e in Germania.

## Discografia parziale

### Album
- Stateless (1978)
- Jungle D.J. & Dirty Kate (1978)
- Flex (1979)
- New Toy (1981)
- No Man's Land (1982)
- March (1989)
- Shadows and Dust (2005)

### Singoli
- Supernature (1977) - voce
- I Think We're Alone Now / Lucky Number (1979)
- Lucky Number / Home (1979)
- What Will I Do Without You (1979 - EP)
- Maria / It's You,Only You (1982)
- Blue Hotel / Details (1982)